# Radio Sessions (rádióműsor)
A Radio Sessions a JFN adói által sugárzott rádióműsor volt 2007 januárja és 2012 márciusa között. A műsor vezetői zenészek voltak, akik heti rendszerességgel váltották egymást.

## Műsorvezetők
- 1. hét: Vanilla Beans
- 2. hét: Deep
- 3. hét: Scandal
- 4. hét: Komuro Tecuja
- 5. hét: „Special Artist”
  - 2007 január: Uverworld
  - 2007 július: Ikimono-gakari
  - 2007 október: Funky Monkey Babys
  - 2008 január: Óhasi Takuja
  - 2008 április: Juju
  - 2008 július: Szano Motoharu és Szuzuki Majuko
  - 2008 szeptember: Do As Infinity
  - 2008 november: W-inds
  - 2009 január: Teriyaki Boyz
  - 2009 május: Monkey Majik
  - 2009 augusztus: Abingdon Boys School
  - 2009 október: Aqua Timez
  -  ???: Naoto Inti Raymi
  -  ???: The Telephones
  -  ???: Óguro Maki
  -  ???: Vakadanna (Sónan no kaze)
  - 2011 április: Hotei Tomojaszu
  -  ???: Okamoto’s
  -  ???: Teranisi Rolly

### Korábbi műsorvezetők
- Hitoto Jó (1. hét, 2007 januárja és 2007 júniusa között)
- Nakamura Ataru (3. hét, 2007 januárja és 2007 márciusa között)
- Ulfuls (1. hét, 2007 júliusa és 2007 szeptembere között)
- Abingdon Boys School (4. hét, 2007 januárja és 2007 márciusa között)
- Ikimono-gakari (1. hét, 2007 októbere és 2008 áprilisa között)
- One Draft (1. hét, 2008 májusa és 2009 márciusa között)
- Atari Kószuke (2. hét, 2007 januárja és 2009 márciusa között)
- AAA (3. hét, 2007 áprilisa és 2009 márciusa között)
- Uverworld (4. hét, 2008 áprilisa és 2009 márciusa között)
- Lil’B (1. hét, 2009 áprilisa és 2010 decembere között)
- Color (2. hét, 2009 áprilisától)
- Tacsibana Keita (W-inds) (4. hét, 2009 áprilisa és 2010 decembere között)